# Ubiraci Conceição
Ubiraci Conceição (Breves, 24 de janeiro de 1954) é um cordelista paraense, membro da Academia Paraense de Literatura de Cordel.

## Biografia
Ubiraci Arnóbio Ferreira da Conceição nasceu no município de Breves, na Ilha de Marajó, no Pará. Ele começou a escrever quando tinha 15 anos, inspirado nos antigos folhetos que contavam a história de Lampião (cordéis que sua madrinha lia para ele) e, por isso, suas prmeiras obras de cordel abordavam assuntos políticos de sua cidade natal. Uma época em que, segundo ele mesmo, não conhecia nem rima nem métrica.

O cordel, para mim, é o grito que posso dar. Muitas vezes um grito de revolta, um grito de liberdade, um grito de tanta coisa que a gente vê e vivencia.
Ubiraci Conceição é convidado para diversas coletâneas e eventos com cordelistas nortistas.

## Reconhecimento
É membro da Academia Paraense de Literatura de Cordel.